# Saison 2024-2025 du Stade toulousain
Cette page présente la saison 2024-2025 du Stade toulousain en Top 14 et en Champions Cup.

## Transferts

### Intersaison 2024
Pour la saison 2024-2025, le Stade toulousain compte sur la stabilité de son effectif, et très peu de transferts sont effectués, principalement des jeunes joueurs en manque de temps de jeu quittant le club.

#### Départs
Tout d'abord, à la suite d'une grave blessure à la cheville, Maxime Duprat décide de mettre un terme à sa carrière prématurément, à seulement 26 ans,. Sofiane Guitoune prend aussi sa retraite sportive à l'issue de la saison 2023-2024,.
Ensuite, Marco Trauth, Paul Mallez et Etonia Bainivalu renouvellent leur prêt respectivement à l'AS Béziers et à Provence Rugby pour les deux derniers,. Le talonneur Ian Boubila est également prêté à Provence pour la saison.
Le Samoan Piula Faasalele s'engage au Biarritz olympique. Baptiste Germain, en manque de temps de jeu, quitte le club et rejoint l'Aviron bayonnais. Lucas Tauzin quitte également le club et s'engage avec l'ASM Clermont. Clément Sentubéry, le capitaine de l'équipe espoir s'engage avec Soyaux Angoulême. L'ouvreur Edgar Retière rejoint le Biarritz olympique de même que son frère Arthur Retière qui s’engage lui pour l’UBB.
Enfin, prêté depuis deux saisons à Colomiers, Max Auriac s'engage définitivement avec ce club.

#### Arrivées
Léo Banos revient définitivement au Stade toulousain après avoir effectué une première pige avec les rouge et noir durant la Coupe du monde 2023,. Efraín Elías, jeune deuxième ligne argentin jouant pour les Dogos XV est recruté. Enfin, le demi de mêlée international japonais Naoto Saito est recruté pour compenser le départ de Baptiste Germain.

## Équipe professionnelle

### Effectif
| Nom                      | Naissance         | Nationalité sportive | International | Club précédent        | Arrivée au club |
| Talonneurs               | Talonneurs        | Talonneurs           | Talonneurs    | Talonneurs            | Talonneurs      |
| ------------------------ | ----------------- | -------------------- | ------------- | --------------------- | --------------- |
| Guillaume Cramont        | 29 décembre 2000  | France               | -             | US Dax                | 2019            |
| Thomas Lacombre          | 14 juillet 2004   | France               | -             | Formé au club         | 2024            |
| Julien Marchand          | 10 mai 1995       | France               |               | Formé au club         | 2014            |
| Peato Mauvaka            | 10 janvier 1997   | France               |               | Formé au club         | 2014            |
| Piliers                  |                   |                      |               |                       |                 |
| David Ainu'u             | 20 novembre 1999  | États-Unis           |               | Formé au club         | 2018            |
| Dorian Aldegheri         | 4 août 1993       | France               |               | Formé au club         | 2013            |
| Cyril Baille             | 15 septembre 1993 | France               |               | Formé au club         | 2012            |
| Benjamin Bertrand        | 25 juillet 2003   | France               | -             | Formé au club         | 2024            |
| Malachi Hawkes           | 6 décembre 2002   | Australie            | -             | Formé au club         | 2023            |
| Nepo Laulala             | 6 novembre 1991   | Nouvelle-Zélande     |               | Blues                 | 2023            |
| Joel Merkler             | 25 octobre 2001   | Espagne              |               | Formé au club         | 2022            |
| Rodrigue Neti            | 28 avril 1995     | France               |               | Formé au club         | 2014            |
| Hugo Reilhes             | 8 janvier 2001    | France               | -             | Formé au club         | 2022            |
| Deuxièmes lignes         |                   |                      |               |                       |                 |
| Richie Arnold            | 1er juillet 1990  | Australie            |               | Yamaha Júbilo         | 2019            |
| Joshua Brennan           | 28 novembre 2001  | France               | -             | Formé au club         | 2020            |
| Efraín Elías             | 30 avril 2004     | Argentine            |               | Dogos XV              | 2024            |
| Thibaud Flament          | 29 avril 1997     | France               |               | Wasps                 | 2020            |
| Léo Labarthe             | 22 novembre 2003  | France               | -             | Formé au club         | 2024            |
| Emmanuel Meafou          | 12 juillet 1998   | France               |               | NSW Country Eagles    | 2019            |
| Clément Vergé            | 13 septembre 2001 | France               | -             | Formé au club         | 2022            |
| Troisièmes lignes aile   |                   |                      |               |                       |                 |
| Léo Banos                | 16 août 2002      | France               | -             | Stade montois         | 2023            |
| François Cros            | 25 mars 1994      | France               |               | Formé au club         | 2016            |
| Anthony Jelonch          | 28 juillet 1996   | France               |               | Castres olympique     | 2021            |
| Lomig Jouanny            | 25 mai 2004       | France               | -             | Formé au club         | 2024            |
| Alban Placines           | 23 avril 1993     | France               | -             | Biarritz olympique    | 2018            |
| Jack Willis              | 24 décembre 1996  | Angleterre           |               | Wasps                 | 2022            |
| Troisièmes lignes centre |                   |                      |               |                       |                 |
| Mathis Castro-Ferreira   | 13 janvier 2004   | France               | -             | Formé au club         | 2023            |
| Alexandre Roumat         | 27 juin 1997      | France               |               | Union Bordeaux Bègles | 2022            |
| Théo Ntamack             | 29 mai 2002       | France               | -             | Formé au club         | 2022            |
| Demis de mêlée           |                   |                      |               |                       |                 |
| Antoine Dupont           | 15 novembre 1996  | France               |               | Castres olympique     | 2017            |
| Paul Graou               | 25 juillet 1997   | France               | -             | SU Agen               | 2022            |
| Naoto Saito              | 26 août 1997      | Japon                |               | Tokyo Sungoliath      | 2024            |
| Demis d'ouverture        |                   |                      |               |                       |                 |
| Valentin Delpy           | 22 août 2003      | France               | -             | Formé au club         | 2023            |
| Romain Ntamack           | 1er mai 1999      | France               |               | Formé au club         | 2017            |
| Centres                  |                   |                      |               |                       |                 |
| Pita Ahki                | 24 septembre 1992 | Tonga                |               | Connacht              | 2018            |
| Pierre-Louis Barassi     | 22 avril 1998     | France               |               | Lyon OU               | 2022            |
| Santiago Chocobares      | 31 mai 1999       | Argentine            |               | Jaguares              | 2021            |
| Paul Costes              | 4 avril 2003      | France               | -             | Formé au club         | 2022            |
| Célian Pouzelgues        | 30 septembre 2003 | France               | 7             | Formé au club         | 2024            |
| Ailiers                  |                   |                      |               |                       |                 |
| Setareki Bituniyata      | 12 août 1995      | Fidji                | 7             | CA Brive              | 2023            |
| Dimitri Delibes          | 17 mars 1999      | France               | -             | Blagnac rugby         | 2018            |
| Nelson Épée              | 20 février 2001   | France               | 7             | Formé au club         | 2021            |
| Matthis Lebel            | 25 mars 1999      | France               |               | Formé au club         | 2018            |
| Juan Cruz Mallía         | 11 septembre 1996 | Argentine            |               | Jaguares              | 2021            |
| Arrières                 |                   |                      |               |                       |                 |
| Ange Capuozzo            | 30 avril 1999     | Italie               |               | FC Grenoble           | 2022            |
| Kalvin Gourgues          | 27 mai 2005       | France               | -             | Formé au club         | 2023            |
| Blair Kinghorn           | 18 janvier 1997   | Écosse               |               | Édimbourg Rugby       | 2023            |
| Thomas Ramos             | 23 juillet 1995   | France               |               | Formé au club         | 2013            |

### Joueurs prêtés
Marco Trauth, Paul Mallez et Etonia Bainivalu renouvellent leur prêt respectivement à l'AS Béziers et à Provence Rugby pour les deux derniers,. Le talonneur Ian Boubila est également prêté à Provence pour la saison.
| Nom              | Poste     | Naissance         | Nationalité sportive | Sélections (points) | Club en prêt   |
| ---------------- | --------- | ----------------- | -------------------- | ------------------- | -------------- |
| Paul Mallez      | Pilier    | 24 janvier 2001   | France               | -20 ans             | Provence Rugby |
| Marco Trauth     | Pilier    | 15 septembre 2000 | France               | -                   | AS Béziers     |
| Etonia Bainivalu | Ailier    | 13 février 2001   | Fidji                | -                   | Provence Rugby |
| Ian Boubila      | Talonneur | 17 janvier 2002   | France               | -                   | Provence Rugby |

### Capitaine
Antoine Dupont est le capitaine de l'équipe. Comme la saison précédente, il est secondé par le talonneur Julien Marchand.
Lors de l'absence des internationaux, notamment pendant la préparation de la Coupe du monde, Alban Placines et Rodrigue Neti assurent le capitanat.

### Staff
Le staff d'encadrement de l'équipe professionnelle du Stade toulousain est celui-ci :

#### Entraîneurs
| Nom                | Rôle                                          | Nationalité sportive | Ancien club      | Ancienne fonction           | Ancien joueur du club | Année d'arrivée                 |
| ------------------ | --------------------------------------------- | -------------------- | ---------------- | --------------------------- | --------------------- | ------------------------------- |
| Ugo Mola           | Manager, entraîneur principal                 | France               | SC Albi          | Entraîneur principal        | Oui                   | 2015                            |
| Jean Bouilhou      | Entraîneur des avants                         | France               | US Montauban     | Entraîneur                  | Oui                   | 2020                            |
| Clément Poitrenaud | Entraîneur des arrières                       | France               | Sharks           | Joueur                      | Oui                   | 2017                            |
| Laurent Thuéry     | Entraîneur de la défense                      | France               | Stade toulousain | Analyste vidéo              | Oui                   | 2015                            |
| Virgile Lacombe    | Entraîneur assistant, responsable de la mêlée | France               | Lyon OU          | Joueur                      | Oui                   | 2019                            |
| Jerome Kaino       | Entraîneur assistant, responsable des rucks   | Nouvelle-Zélande     | Stade toulousain | Joueur                      | Oui                   | 2018 (joueur) 2021 (entraîneur) |
| David Mélé         | Entraîneur assistant, responsable des skills  | France               | SO Chambéry      | Entraîneur des trois-quarts | Oui                   | 2022                            |

| - Philippe Izard (médecin) - Benoît Castéra (kinésithérapeute) - Bruno Jouan (kinésithérapeute, ostéopathe) - Frédéric Sanchez (ostéopathe) - Anthony Dupuy (ostéopathe) | - Allan Ryan (principal) - Sébastien Carrat (assistant) - Bernard Baïsse (assistant) - Pierre Cantayre (assistant) - Zeba Traoré (réhabilitation) - Saad Drissi (responsable de la data) |

| - Frédérick Gabas (principal) - Jérôme Bousquet - Thomas Ghomrani - Guillaume Molinier - Valentin Paget - Vincent Péducasse | - Jérôme Cazalbou (manager du haut niveau) - Pierre Poiroux (coordinateur) - Stéphane Pons (responsable des équipements et logistique) |

## Calendrier et résultats

### Calendrier
| Date du match     | Heure | Domicile              | Extérieur             | Score          | Lieu du match                  | Diffusion TV            | Compétition                 | Classement |
| ----------------- | ----- | --------------------- | --------------------- | -------------- | ------------------------------ | ----------------------- | --------------------------- | ---------- |
| 22 août 2024      | 19:00 | Stade montois         | Stade toulousain      | 21 - 36        | Stade André-et-Guy-Boniface    | —                       | Amical                      | —          |
| 30 août 2024      | 19:00 | Stade toulousain      | USA Perpignan         | 38 - 24        | Parc des sports et de l'amitié | —                       | Amical                      | —          |
| 8 septembre 2024  | 21:05 | RC Vannes             | Stade toulousain      | 18 - 43        | Stade de la Rabine             | Canal+                  | 01re journée de Top 14      | 2e         |
| 15 septembre 2024 | 21:05 | Stade toulousain      | Stade rochelais       | 35 - 27        | Stade Ernest-Wallon            | Canal+                  | 02e journée de Top 14       | 1er        |
| 21 septembre 2024 | 14:30 | Montpellier HR        | Stade toulousain      | 11 - 20        | GGL Stadium                    | Canal+ Sport            | 03e journée de Top 14       | 1er        |
| 29 septembre 2024 | 21:05 | Stade toulousain      | Union Bordeaux Bègles | 12 - 16        | Stade Ernest-Wallon            | Canal+                  | 04e journée de Top 14       | 2e         |
| 5 octobre 2024    | 21:05 | Castres olympique     | Stade toulousain      | 28 - 23        | Stade Pierre-Fabre             | Canal+                  | 05e journée de Top 14       | 5e         |
| 12 octobre 2024   | 21:05 | Stade toulousain      | ASM Clermont Auvergne | 48 - 14        | Stade Ernest-Wallon            | Canal+                  | 06e journée de Top 14       | 2e         |
| 19 octobre 2024   | 21:05 | Section paloise       | Stade toulousain      | 14 - 22        | Stade du Hameau                | Canal+                  | 07e journée de Top 14       | 1er        |
| 27 octobre 2024   | 21:05 | Stade toulousain      | RC Toulon             | 57 - 5         | Stadium de Toulouse            | Canal+                  | 08e journée de Top 14       | 1er        |
| 3 novembre 2024   | 21:05 | Aviron bayonnais      | Stade toulousain      | 12 - 8         | Stade Jean-Dauger              | Canal+                  | 09e journée de Top 14       | 1er        |
| 23 novembre 2024  | 16:30 | Stade toulousain      | USA Perpignan         | 41 - 9         | Stade Ernest-Wallon            | Canal+ Canal+ Live      | 010e journée de Top 14      | 1er        |
| 30 novembre 2024  | 14:30 | Racing 92             | Stade toulousain      | 17 - 21        | Stade Dominique-Duvauchelle    | Canal+                  | 011e journée de Top 14      | 1er        |
| 8 décembre 2024   | 16:15 | Stade toulousain      | Ulster                | 61 - 21        | Stade Ernest-Wallon            | France 2 beIN Sports 3  | 01re journée d'ERCC1        | 1er        |
| 15 décembre 2024  | 18:30 | Exeter Chiefs         | Stade toulousain      | 21 - 64        | Sandy Park                     | beIN Sports 3           | 02e journée d'ERCC1         | 1er        |
| 22 décembre 2024  | 21:05 | Lyon OU               | Stade toulousain      | 17 - 17        | Matmut Stadium Gerland         | Canal+                  | 012e journée de Top 14      | 2e         |
| 29 décembre 2024  | 21:05 | Stade toulousain      | Stade français        | 38 - 23        | Stadium de Toulouse            | Canal+                  | 013e journée de Top 14      | 1er        |
| 4 janvier 2025    | 21:05 | Stade rochelais       | Stade toulousain      | 22 - 19        | Stade Marcel-Deflandre         | Canal+                  | 014e journée de Top 14      | 2e         |
| 11 janvier 2025   | 16:15 | Sharks                | Stade toulousain      | 8 - 20         | Kings Park Stadium             | France 2, beIN Sports 3 | 03e journée d'ERCC1         | 2e         |
| 19 janvier 2025   | 16:15 | Stade toulousain      | Leicester Tigers      | 80 - 12        | Stade Ernest-Wallon            | France 2, beIN Sports 1 | 04e journée d'ERCC1         | 2e         |
| 25 janvier 2025   | 14:00 | Stade toulousain      | Montpellier HR        | 27- 17         | Stade Ernest-Wallon            | Canal+ Sport            | 015e journée de Top 14      | 2e         |
| 16 février 2025   | 21:05 | ASM Clermont Auvergne | Stade toulousain      | 17 - 35        | Stade Marcel-Michelin          | Canal+                  | 016e journée de Top 14      | 1er        |
| 22 février 2025   | 21:05 | Stade toulousain      | Aviron bayonnais      | 41 - 6         | Stade Ernest-Wallon            | Canal+                  | 017e journée de Top 14      | 1er        |
| 1er mars 2025     | 16:30 | Stade toulousain      | RC Vannes             | 63 - 21        | Stade Ernest-Wallon            | Canal+ Canal+ Live      | 018e journée de Top 14      | 1er        |
| 23 mars 2025      | 21:05 | Union Bordeaux Bègles | Stade toulousain      | 32 - 24        | Stade Bordeaux Atlantique      | Canal+                  | 019e journée de Top 14      | 1er        |
| 29 mars 2025      | 14:30 | Stade toulousain      | Section paloise       | 55 - 10        | Stade Ernest-Wallon            | Canal+ Sport            | 020e journée de Top 14      | 1er        |
| 6 avril 2025      | 16:00 | Stade toulousain      | Sale Sharks           | 38 - 15        | Stadium de Toulouse            | France 2, beIN Sports 1 | Huitième de finale de ERCC1 | Qualifié   |
| 13 avril 2025     | 16:00 | RC Toulon             | Stade toulousain      | 18 - 21        | Stade Mayol                    | France 2, beIN Sports 1 | Quart de finale de ERCC1    | Qualifié   |
| 20 avril 2025     | 21:15 | Stade français        | Stade toulousain      | 21 - 27        | Stade Jean-Bouin               | Canal+                  | 021e journée de Top 14      | 1er        |
| 26 avril 2025     | 14:30 | Stade toulousain      | Castres olympique     | 52 - 6         | Stadium de Toulouse            | Canal+ Sport            | 022e journée de Top 14      | 1er        |
| 4 mai 2025        | 16:00 | Union Bordeaux Bègles | Stade toulousain      | 35 - 18        | Stade Bordeaux Atlantique      | France 2, beIN Sports 1 | Demi-finale de ERCC1        | Eliminé    |
| 10 mai 2025       | 21:05 | RC Toulon             | Stade toulousain      | 16 - 50        | Stade Vélodrome                | Canal+                  | 023e journée de Top 14      | 1er        |
| 17 mai 2025       | 21:05 | Stade toulousain      | Racing 92             | 35 - 37        | Stade Ernest-Wallon            | Canal+                  | 024e journée de Top 14      | 1er        |
| 1er juin 2025     | 17h30 | Stade toulousain      | Lyon OU               | 43 - 3         | Stade Ernest-Wallon            | Canal+                  | 025e journée de Top 14      | 1er        |
| 7 juin 2025       | 21:05 | USA Perpignan         | Stade toulousain      | 42 - 35        | Stade Aimé-Giral               | Canal+                  | 026e journée de Top 14      | 1er        |
| 20 juin 2025      | 21:05 | Stade toulousain      | Aviron bayonnais      | 32 - 25        | Parc OL                        | Canal+                  | Demi-finale de Top 14       | Qualifié   |
| 28 juin 2025      | 21:05 | Stade toulousain      | Union Bordeaux-Bègles | 39 - 33 (a.p.) | Stade de France                | Canal+, France 2        | Finale de Top 14            | Vainqueur  |

### Phase qualificative: évolution du classement de Top 14
Le graphique qui aurait dû être présenté ici ne peut pas être affiché car il utilise l'ancienne extension Graph, désactivée pour des questions de sécurité. Des indications pour créer un nouveau graphique avec la nouvelle extension Chart sont disponibles ici.

### Champions Cup

#### Phase de poule
Pour l'édition 2024-2025 de la Champions Cup, le Stade toulousain tombe dans la poule 1, composée de l'Union Bordeaux Bègles, des Sharks, les Exeter Chiefs, les Leicester Tigers et l'Ulster Rugby. Bien qu'ils sont dans la même poule, le club n'affrontera toutefois pas l'UBB.
| 8 décembre 2024 16 h 15 | (bo) Stade toulousain | 61 - 21 (40 - 14) | Ulster | Stade Ernest-Wallon, Toulouse 18 837 spectateurs Arbitre : Adam Leal |
| 8 décembre 2024 16 h 15 | Essai(s) : 9 Lebel (1re), Ntamack (8e), Meafou (14e, 40e), Capuozzo (27e, 56e), Dupont (29e), Chocobares (50e), de pénalité (80e) Transformation(s) : 8 Ramos (9e, 15e, 28e, 30e, 40e+3, 51e, 57e), de pénalité (80e) | Rapport           | Essai(s) : 3 McCormick (12e), Moore (en) (36e), Henderson (67e) Transformation(s) : 3 Doak (12e, 36e, 68e) Carton(s) jaune(s) : 1 Sheridan (en) (80e) | Stade Ernest-Wallon, Toulouse 18 837 spectateurs Arbitre : Adam Leal |
| 8 décembre 2024 16 h 15 | | Rapport           | | Stade Ernest-Wallon, Toulouse 18 837 spectateurs Arbitre : Adam Leal |

| 15 décembre 2024 18 h 30 | Exeter Chiefs | 21 - 64 (7 - 35) | Stade toulousain (bo) | Sandy Park, Exeter 13 832 spectateurs Arbitre : Andrew Brace |
| 15 décembre 2024 18 h 30 | Essai(s) : 3 Wyatt (en) (31e, 45e), Hodge (57e) Transformation(s) : 3 Slade (32e, 46e, 57e) Carton(s) jaune(s) : 1 Townsend (en) (39e) | Rapport          | Essai(s) : 10 Dupont (8e), Cros (16e), Lebel (28e, 41e), Flament (35e), Barassi (40e, 49e), T. Ntamack (61e), Kinghorn (69e), Graou (77e) Transformation(s) : 7 Ramos (9e, 17e, 30e, 36e, 40e, 62e, 70e) | Sandy Park, Exeter 13 832 spectateurs Arbitre : Andrew Brace |
| 15 décembre 2024 18 h 30 | | Rapport          | | Sandy Park, Exeter 13 832 spectateurs Arbitre : Andrew Brace |

| 11 janvier 2025 16 h 15 | Sharks                                                        | 8 - 20 (3 - 13) | Stade toulousain                                                                                                  | Kings Park Stadium, Durban 24 762 spectateurs Arbitre : Luke Pearce |
| 11 janvier 2025 16 h 15 | Essai(s) : 1 Julius (66e) Pénalité(s) : 1 Jo. Hendrikse (13e) | Rapport         | Essai(s) : 2 Meafou (9e), Kinghorn (42e) Transformation(s) : 2 Ramos (9e, 43e) Pénalité(s) : 2 Ramos (35e, 40e+2) | Kings Park Stadium, Durban 24 762 spectateurs Arbitre : Luke Pearce |
| 11 janvier 2025 16 h 15 |                                                               | Rapport         | | Kings Park Stadium, Durban 24 762 spectateurs Arbitre : Luke Pearce |

| 19 janvier 2025 16 h 15 | (bo) Stade toulousain | 80 - 12 (42 - 0) | Leicester Tigers | Stade Ernest-Wallon, Toulouse 18 000 spectateurs Arbitre : Ben Whitehouse (en) |
| 19 janvier 2025 16 h 15 | Essai(s) : 12 Dupont (5e, 75e), Delibes (14e), Meafou (16e, 32e), Capuozzo (20e, 52e), Marchand (23e), Flament (45e, 71e), Ramos (66e), Lebel (79e) Transformation(s) : 10 Ramos (6e, 14e, 17e, 21e, 24e, 33e, 53e, 67e, 76e, 80e) | Rapport          | Essai(s) : 2 van Poortvliet (43e), Hurd (64e) Transformation(s) : 1 Shillcock (44e) Carton(s) jaune(s) : 1 Perese (5e) | Stade Ernest-Wallon, Toulouse 18 000 spectateurs Arbitre : Ben Whitehouse (en) |
| 19 janvier 2025 16 h 15 | | Rapport          | | Stade Ernest-Wallon, Toulouse 18 000 spectateurs Arbitre : Ben Whitehouse (en) |

#### Phase finale
| Huitième de finale 6 avril 2025 16 h | Stade toulousain | 38 - 15 (10 - 15) | Sale Sharks                                                                                          | Stadium de Toulouse, Toulouse 31 737 spectateurs Arbitre : Sam Grove-White (en) |
| Huitième de finale 6 avril 2025 16 h | Essai(s) : 5 Willis (2e), Cros (46e), Marchand (59e), Capuozzo (74e), Cramont (77e) Transformation(s) : 5 Ramos (3e, 47e, 60e, 75e, 78e) Pénalité(s) : 1 Ramos (36e) | Rapport           | Essai(s) : 2 James (en) (5e), Hill (30e) Transformation(s) : 1 Ford (31e) Pénalité(s) : 1 Ford (22e) | Stadium de Toulouse, Toulouse 31 737 spectateurs Arbitre : Sam Grove-White (en) |
| Huitième de finale 6 avril 2025 16 h | | Rapport           | | Stadium de Toulouse, Toulouse 31 737 spectateurs Arbitre : Sam Grove-White (en) |

| Quart de finale 13 avril 2025 16 h | RC Toulon                                                                                 | 18 - 21 (12 - 6) | Stade toulousain | Stade Mayol, Toulon 16 490 spectateurs Arbitre : Matthew Carley |
| Quart de finale 13 avril 2025 16 h | Pénalité(s) : 6 Jaminet (13e, 24e, 29e, 32e, 60e, 63e) Carton(s) jaune(s) : 1 Serin (43e) | Rapport          | Essai(s) : 2 Willis (43e), Ahki (51e) Transformation(s) : 1 Ramos (52e) Pénalité(s) : 3 Ramos (11e, 40e+2, 80e+1) Carton(s) jaune(s) : 1 Baille (12e) | Stade Mayol, Toulon 16 490 spectateurs Arbitre : Matthew Carley |
| Quart de finale 13 avril 2025 16 h |                                                                                           | Rapport          | | Stade Mayol, Toulon 16 490 spectateurs Arbitre : Matthew Carley |

| Demi-finale 4 mai 2025 16 h | Union Bordeaux Bègles | 35 - 18 (18 - 11) | Stade toulousain                                                                                               | Stade Bordeaux Atlantique, Bordeaux 42 096 spectateurs Arbitre : Andrew Brace |
| Demi-finale 4 mai 2025 16 h | Essai(s) : 5 Samu (3e), Bielle-Biarrey (22e, 40e), Bochaton (63e), Tameifuna (77e) Transformation(s) : 2 Jalibert (4e, 41e) Pénalité(s) : 2 Jalibert (8e), Lucu (28e) Carton(s) jaune(s) : 1 Gazzotti (52e) | Rapport           | Essai(s) : 2 Delibes (14e), Barassi (54e) Transformation(s) : 1 Mallía (54e) Pénalité(s) : 2 Mallía (10e, 20e) | Stade Bordeaux Atlantique, Bordeaux 42 096 spectateurs Arbitre : Andrew Brace |
| Demi-finale 4 mai 2025 16 h | | Rapport           | | Stade Bordeaux Atlantique, Bordeaux 42 096 spectateurs Arbitre : Andrew Brace |

## Statistiques

### Championnat de France

#### Meilleurs réalisateurs
| Rang | Joueur | Poste | Points | Essais | Transf. | Pén. | Drops |
| ---- | ------ | ----- | ------ | ------ | ------- | ---- | ----- |

#### Meilleurs marqueurs
| Rang | Joueur | Poste | Essais |
| ---- | ------ | ----- | ------ |

### Coupe d'Europe

#### Meilleurs réalisateurs
| Rang | Joueur | Poste | Points | Essais | Transf. | Pén. | Drops |
| ---- | ------ | ----- | ------ | ------ | ------- | ---- | ----- |

#### Meilleurs marqueurs
| Rang | Joueur | Poste | Essais |
| ---- | ------ | ----- | ------ |